# دان أ. كيمبل
دان أ. كيمبل هو شخصية أعمال وسياسي أمريكي، ولد في 1 مارس 1896 في سانت لويس في الولايات المتحدة، وتوفي في 30 يوليو 1970 في واشنطن العاصمة في الولايات المتحدة. نشط حزبياً في الحزب الديمقراطي. وقد انتخب وكيل وزارة البحرية ‏.

## وصلات خارجية
- دان أ. كيمبل على موقع مونزينجر (الألمانية)